# 菊池慎一
菊池 慎一（きくち しんいち、1960年 - ）は兵庫県出身の精神科医。
鳥取大学医学部卒業後、国立精神神経センター武蔵病院、国立療養所鳥取病院を経て、宝塚三田病院勤務。非常勤として向陽病院、たぞえ診療所でも診療を続けるなど臨床三昧の日々を送る。専攻は臨床精神医学、精神病理学、精神薬理学、産業医学。

## 主な著作

### 著書
- 「センチメンタル緑豚」（文芸社、小説、2009年）
- 「統合失調症回復への糸口」（星和書店、2010年）
- 「精神科草臨床に思う―秋宵十話」（星和書店、2018年）

### 論文
- 菊池慎一：1991年 被害妄想を呈したGilles de la Tourette 症候群の1例―症状の変遷についての精神病理学的一考察.精神医学33；953-960
- 菊池慎一：1993年 軽躁患者との「共生生活」を契機に荒廃像の改善がみられた慢性分裂病の2症例.精神科治療学8；705-712
- 菊池慎一：1998年 語らない破瓜病者が書いたもの―その精神病理的特徴と治療的関与について―.精神科治療学13；1257-1264
- 大野貴司、菊池慎一：2003年 抗精神病薬調整中に発現した[WPW症候群]の2症例.臨床精神薬理6；215-223
- 菊池慎一：2003年 収集癖について.臨床精神病理24；205-225
- 菊池慎一：2004年 治療技法としてのカルテ記載について.精神科治療学19；789-792
- 菊池慎一：2005年 収集癖.臨床精神医学34(2)；187-193
- 菊池慎一：2005年 「射精恐怖」に悩み続ける統合失調症の一例.臨床精神病理26；31-47
- 菊池慎一：2005年 超音波検査室で精神科医が思ったこと.精神科治療学20；965-968
- 大野貴司、菊池慎一：2005年 向精神薬による[房室ブロック]の発生機序.臨床精神薬理8；1729-1737
- 菊池慎一：2007年 臨床経過中にみられた患者の「カウンセリング」希望について.精神療法33；63-71
- 菊池慎一：2007年 草野球と統合失調症臨床.治療の声8；65-74
- 大野貴司、菊池慎一、志田尾敦：2008年 急性離脱期にアルコール性心筋症を呈していたと考えられる1症例.精神医学50；701-704
- 菊池慎一：2008年 スモーキン・ブルース.福岡行動医学雑誌15；4-9
- 菊池慎一：2009年 精神病後抑うつとモーニングの過程.精神療法35；67-74
- 菊池慎一：2009年 「ヌマタ」と私．福岡行動医学雑誌16；30-32
- 菊池慎一：2010年 イトグチの話を居酒屋で．福岡行動医学雑誌17；121-125
- 菊池慎一：2011年 当然という言葉を括弧に入れて―「精神疾患の長期経過」雑考―．治療の声12；47-51
- 菊池慎一：2011年 ちまたの蔵書癖．福岡行動医学雑誌18；127-132
- 菊池慎一：2012年 学会に向かうタクシーで．福岡行動医学雑誌19；123-127
- 菊池慎一：2013年 無言の会話―患者さんとの独特な間合い―．統合失調症のひろば／2013・春；47-51
- 菊池慎一：2013年 三位一体の攻撃．福岡行動医学雑誌20；29-32
- 菊池慎一：2014年 金曜日の昼下がり、スーパー銭湯．福岡行動医学雑誌21；103-107
- 菊池慎一：2015年 草取りをする．福岡行動医学雑誌22；141-146
- 菊池慎一：2016年 たんこぶができた話．福岡行動医学雑誌23；113-117
- 菊池慎一：2018年 鉄橋の下を流れる川／「治癒」について．福岡行動医学雑誌25；30-34